# 圣马丹德伯萨斯
圣马丹德伯萨斯（法語：Saint-Martin-des-Besaces，法語發音：[sɛ̃ maʁtɛ̃ de bəzas] ⓘ）是法国卡尔瓦多斯省的一个旧市镇，属于维尔区。2016年1月1日，圣马丹德伯萨斯与临近的19个市镇合并为新市镇苏勒夫尔昂博卡日。

## 地名
法语人名在日常人名译名以及《世界人名翻譯大辭典》、《法语姓名译名手册》等主流人名译名类书籍资料中多译作“马丁”，不过在《世界地名翻译大辞典》、《世界地名译名词典》和《法国地图册》等主流地名译名类书籍资料中多译作“马丹”。缩合冠词“des”发音为[de]，在《法汉译音表》中对应“代”字，但其仅在“圣莫代福塞”（Saint-Maur-des-Fossés）等少数地名中译作“代”，《世界地名翻译大辞典》、《世界地名译名词典》和《法国地图册》等主流地名译名类书籍资料中多译作“德”。

## 地理
圣马丹德伯萨斯（49°0'40"N, 0°50'46"W）面积22.03 平方千米，位于法国诺曼底大区卡爾瓦多斯省，该省份为法国西北部沿海省份，北濒大西洋英吉利海峡，东北与滨海塞纳省以海上边界相接，东临厄尔省，南至奧恩省，西与芒什省接壤。
与圣马丹德伯萨斯接壤的市镇（或旧市镇、城区）包括：布雷穆瓦、卡阿涅、拉费里耶尔阿朗、瑞尔克、莱洛日、蒙贝特朗、圣但尼迈松塞勒、圣让德塞萨尔捷、圣旺德伯萨斯、圣皮埃尔迪弗雷讷、勒图讷尔、吉尔贝维尔、普拉西-蒙泰居。
圣马丹德伯萨斯的时区为UTC+01:00、UTC+02:00（夏令时）。

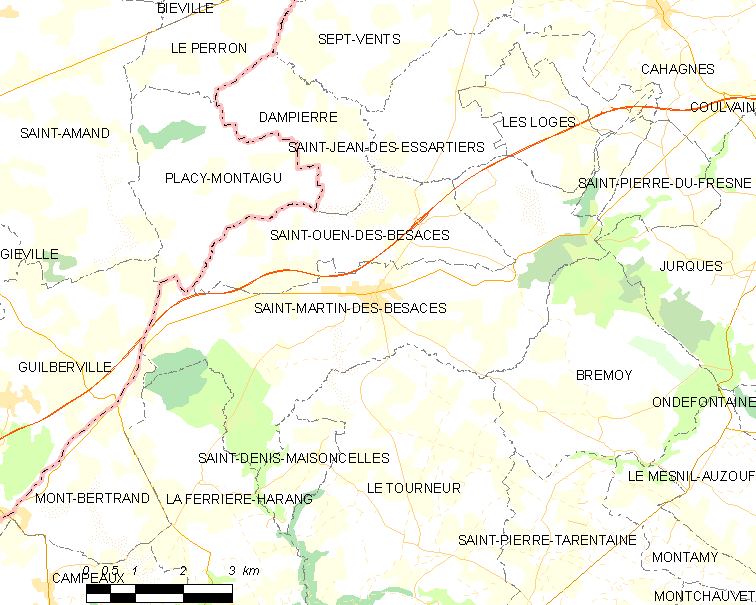
圣马丹德伯萨斯的OSM定位图

## 行政
圣马丹德伯萨斯的邮政编码为14350，INSEE市镇编码为14629。

## 政治
圣马丹德伯萨斯所属的省级选区为诺曼底地区孔代县。

## 人口

1962-2008年间圣马丹德伯萨斯人口变化图示

圣马丹德伯萨斯于2018年1月1日时的人口数量为1188人。